# Wasilij Dożdalew
Wasilij Aleksiejewicz Dożdalew, ros. Василий Алексеевич Дождалев (ur. 1 maja 1921 w Lezwinie, zm. 9 marca 2004 w Moskwie) – generał major radzieckich służb specjalnych, szef przedstawicielstwa KGB w Polsce.

## Życiorys
Studiował w Moskiewskim Instytucie Lotniczym ((ros.) Московский авиационный институт). W 1942 ochotniczo poszedł na front. W 1946 został zdemobilizowany, powrócił do MIL, po ukończeniu którego pozostał w uczelni w katedrze silników cieplnych.
W 1949 wstąpił do służby wywiadu zagranicznego, ukończył Szkołę Wywiadu ((ros.)Высшая разведывательная школа), następnie zajmując m.in. funkcje - pracownika operacyjnego KGB na etacie attaché poselstwa w Londynie (1951-1952), rezydenta KGB na etacie konsula generalnego w Pretorii (1952-1955), pracownika operacyjnego w Berlinie (1955-), pracownika operacyjnego na etacie II sekretarza poselstwa w Londynie (1959-1960), pracownika operacyjnego w Zarządzie "K" Pierwszego Zarządu Głównego KBP ZSRR (kontrwywiad zagraniczny), zastępcy naczelnika oddziału w Zarządzie "S" PZG KBP ZSRR (wywiad nielegalny), zastępcy kierownika (-1984), i kierownika Grupy "Narew" KGB SSSR w Warszawie (1984-1985), zastępcy szefa Zarządu Kadr KGB (1989). Odszedł na emeryturę w 1990. Wykładał w Akademii Wywiadu Zagranicznego FR ((ros.) Академиa внешней разведки РФ) podlegającej SWR RF w lesie Chlebnikowskim pod Moskwą. Został awansowany na stopień generała majora.